# Rubia schugnanica
Rubia schugnanica là một loài thực vật có hoa trong họ Thiến thảo. Loài này được B.Fedtsch. ex Pojark. miêu tả khoa học đầu tiên năm 1958.